# Henry kerti meséi
A Henry kerti meséi (eredeti cím: Henry's world) amerikai-brit-kanadai-ír-német televíziós bábfilmsorozat. amerikai-brit-kanadai-ír-német 2003. október 11. és 2005. szeptember 10. között a Nickelodeon's Nick Jr. blokk, BBC Television's CBeebies blokk, Family Channel, France 3, Star Utsav, TG4, és KiKA vetítette, Magyarországon korábban a TV2 sugározta, később pedig a Super TV2 adta.

## Ismertető
A főhős, egy 8 éves kisfiú, akinek neve, Henry. Henrynek van négy testvére, méghozzá két bátyja és két húga. Édesanyjának van egy szép kertje, ahol répákat ültet. Henry már 5 éves korában, kapott egy sárgarépát az édesanyjától, amelytől különleges képességre tesz szert. Henry a különleges képességének köszönhetően bármikor eszik anyja répájából készült ételeiből, annyiszor teljesül egy kívánsága. De különös kívánságának következtében néhányszor katasztrófát okoz, amit nagy nehézségek árán megold. Kalandjaiba gyakran belecsöppen barátja, Freidi, a kutyája, Margaret, valamint Doris, Henry házisárkánya varázslat.

## Szereplők
- Henry Wiggins – A főhős kisfiú, aki ha répát eszik akkor teljesül a kívánsága.
- Fraidy Begonia – Henry barátja, az egyetlen, akinek elmeséli kalandjait, néha ő is Henry-vel tart.
- Doris – Lila sárkány, Henry házisárkánya. Henry szekrényében lakik, mivel ott senki sem talál rá.
- Margaret – Henry kutyája
- Neptun bácsi – Henry nagybácsija, aki feltaláló és már sokat látott az életben.
- Mrs. Pierre – Henry tanára
- Darwin – Fiú, aki a környék menőjének hiszi magát, általában összetűzésbe kerül Henry-vel.

## Epizódok

### 1. évad
1. ? / ? (Pet Dinosaur / Pirates Out of Water)
2. ? / ? (My Two Front Teeth / Goragh)
3. Háromszoros baj / Alagút Kínába (Triple Trouble / Tunnelling To China)
4. Van valaki oda kinn? / Titkok (Is Anybody Out There? / Secrets)
5. A gorillám nagyobb mint a tiéd / Az időjárás eleget ad (My Gorilla Is Bigger Then Yours / Whither Weather)
6. Cukortúladagolás / A szerencsenő (Sugar Overload / Lady Luck)
7. Henry a lenyűgöző / Ugorj (Henry the Magnificent / Jump to It)
8. Időzavar / Doris napja (Hitch In Time / Doris's Day)
9. Szerelem a levegőben / Ki fél a sötétben? (Love Is In The Air / Who's Afraid Of The Dark?)
10. Középső gyerekblúz / Aranyszájú (Middle Child Blues / Silver Tongue)
11. Együnk sárgarépát / A hírnév ára (Carrots Away / Price of Lame)
12. Jelmezes csíny / Kialvótűz (Costume Capers / Fire's Out)
13. Röntgenkarácsony / Egy napig Darwin (X-Ray X-mas / Darwin For A Day)

### 2. évad
1. ? / ? (Super Hero Henry / Treasure Hunt)
2. ? / ? (Henry's New Shoes / Stuck on You)
3. ? / ? (Henry's Massive Munchies / Plant Life)
4. ? / ? (Home Run Henry / Henry the Brave Knight)
5. ? / ? (Henry and Henrietta / Stage Fright)
6. ? / ? (Happy Birthday Henry / Henry's Big Story)
7. ? / ? (Henry's Little Adventure / Henry the Cook)
8. ? / ? (The Chestervale Challenge / Fishing Friends)
9. ? / ? (King of Chestervale / Henry the Halloween Wizard)
10. ? / ? (Kung Fu Henry / Henry the Cowboy)
11. ? / ? (Now You See Me / Talk To The Animals)
12. ? / ? (Dad For A Day / Haircut Hoopla)
13. ? / ? (Snow Day / Henry's Christmas Gifts)